# Илинский, Сергей Петрович
Серге́й Петро́вич Или́нский (27 июня (10 июля) 1867, Владимирская губерния — после 1918) — русский военачальник, генерал-майор. Участник военных действий в Китае, Русско-японской и Первой мировой войн. Награждён Золотым оружием с надписью «За храбрость», орденами. С 1914 по 1918 год находился в немецком плену, по возвращении работал в архиве. Арестовывался в 1918 году, но был освобождён.

## Биография
Сергей Илинский родился 27 июня 1867 года во Владимирской губернии в семье статского советника. Обучался в Александровском кадетском корпусе, после с 30 августа 1884 года обучался в 1-м военном Павловском училище, которое окончил 11 августа 1886 года.
Выпущен из училища с чином подпоручика в 3-ю резервную артиллерийскую бригаду. 7 августа 1889 года был произведён в поручики. В 1892 году окончил по первому разряду Николаевскую академию Генерального штаба и получил чин штабс-капитана (6 мая 1892 года). При Петербургском военном округе отбывал лагерный сбор, после состоял при Приамурском военном округе. 1 марта 1894 года был назначен старшим адъютантом штаба войск Южно-Уссурийского отдела этого же округа, с 17 апреля того же года — в чине капитана Генерального Штаба. В 1896 году был в заграничной командировке. С 15 января 1897 до 15 января 1898 года отбывал цензовое командование ротой в 10-м Восточно-Сибирском линейном батальоне, после чего, 18 января, был назначен старшим адъютантом управления 1-й отдельной кавалерийской бригады, а с 15 августа был переведён в распоряжение командующего войсками Приамурского военного округа, где состоял до 22 июля 1900 года. 6 декабря 1899 года получил чин подполковника.
С 22 июля 1900 года Илинский был назначен исполняющим должность начальника штаба 3-й Восточно-Сибирской стрелковой бригады. В этой должности он принимал участие в подавлении Ихэтуаньского восстания. После этого 24 апреля 1901 года он был переведён в Семипалатинскую область на должность начальника штаба области. 18 января 1902 года он был переведён в распоряжение начальника Главного штаба до 30 октября 1903 года. 3 ноября того же года он был назначен начальником отдела Главного штаба. 6 декабря был за отличие произведён полковники.
12 января 1904 года был переведён на должность штаб-офицера для особых поручений при управлении генерал-квартирмейстера Маньчжурской армии . В этой должности принял участие в Русско-японской войне. 25 апреля того же года был повышен в должности до старшего адъютанта. 5 августа 1905 года был назначен штаб-офицером делопроизводства и поручений управления генерал-квартирмейстера при главнокомандующем на Дальнем Востоке.
С 3 октября 1906 по 29 декабря 1909 года был членом военно-исторической комиссии по описанию Русско-японской войны, после командовал 151-м пехотным Пятигорским полком до 17 февраля 1911 года, когда был назначен начальником военно-учёного архива и библиотеки ГУГШ. 10 апреля 1911 года за отличие произведён в генерал-майоры.
16 июля 1913 года назначен командиром 1-й бригады 6-й пехотной дивизии. В августе 1914 года участвовал в походе в Восточную Пруссию, где 15 августа был ранен в районе Мюлен-Гансхорна при руководстве действиями 22-го пехотного Нижегородского полка. Позднее вместе с перевязочным пунктом был захвачен в плен, откуда вернулся в 1918 году.
После возвращения в Россию работал в ЕГАФ на должности заведующего отделом 1-го отделения 3-й секции. В августе 1918 года был арестован Кронштадтской ЧК «в целях политической профилактики» как бывший императорский офицер, позднее отпущен благодаря заступничеству руководства ЕГАФ.
Дальнейшая судьба неизвестна.

## Награды
- Орден Святого Станислава 3 степени (1894[2])
- Орден Святой Анны 3 степени (1897[2])
- Золотое оружие с надписью «За храбрость» (28.10.1900[2][1])
- Орден Святой Анны 2 степени с мечами (1900[2])
- Орден Святого Владимира 4 степени с мечами и бантом (1903[2])
- Орден Святого Владимира 3 степени с мечами (1905[2])
- Орден Святого Станислава 2 степени с мечами (1907[2])